# Религия в Коломне
В Коломне проживают представители нескольких конфессий (православие, ислам и другие). Однако прежде всего город известен своей православной историей. Мусульманская община является второй по величине в городе. Остальные конфессии немногочисленны.

## Православие
В середине XIV в. была учреждена Коломенская епархия. Это был ближайший к Москве епархиальный центр.
Коломенская епархия просуществовала до 1799 года, когда существенная часть епархии была переведена в Тулу.

## Московская Патриархия
В настоящее время Коломенское благочиние является одной из крупнейших в Московской епархии. В Коломенское благочиние входит более пятидесяти православных храмов. Вот некоторые из них:
- Бобренев монастырь
- Церковь Богоявления в Гончарах
- Церковь Иоанна Богослова
- Церковь Иоанна Предтечи
- Крестовоздвиженская церковь
- Церковь Михаила Архангела
- Троицкая церковь на Репне

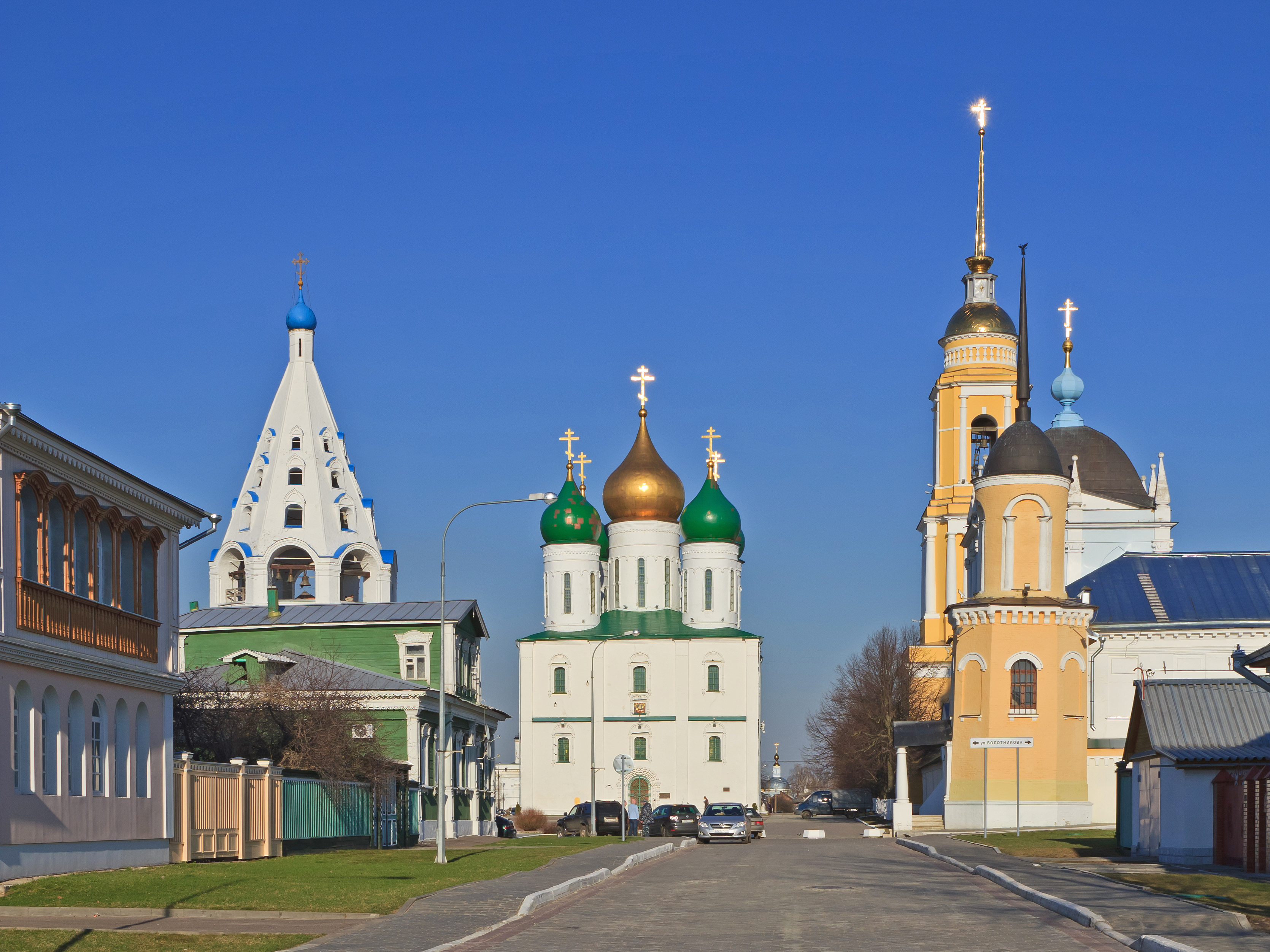
Храмы Коломенского кремля

- Храм иконы Божией Матери Тихвинская
- Церковь Троицы. Ново-Голутвин мужской монастырь
- Успенский кафедральный собор
- Успенская церковь

и другие.
Митрополит Крутицкий и Коломенский Ювеналий является одним из шести постоянных членов Священного синода. Кафедральным собором Митрополита является Успенский кафедральный собор города Коломны.

## Русская православная старообрядческая церковь
- Храм Николы на Посаде (в начале 1990-х годов передан общине Русской православной старообрядческой церкви)

## Ислам
Мусульманская община Коломны насчитывает около трёх тысяч человек. Глава мусульманской общины — Идрис Галимжанович Хакимов.